# Meridià 137 a l'oest
El meridià 137 a l'oest de Greenwich és una línia de longitud que s'estén des del pol Nord travessant l'oceà Àrtic, Amèrica del Nord, l'oceà Pacífic, l'oceà Antàrtic, i l'Antàrtida fins al pol Sud.
El meridià 137 a l'oest forma un cercle màxim amb el meridià 43 a l'est. Com tots els altres meridians, la seva longitud correspon a una semicircumferència terrestre, uns 20.003,932 km. Al nivell de l'Equador, és a una distància del meridià de Greenwich de 15.251 km.

## De Pol a Pol
Començant en el pol Nord i dirigint-se cap al pol Sud, aquest meridià travessa:
| Coordenades                               | País, territori o mar | Notes |
| ----------------------------------------- | --------------------- | --- |
| 90° 0′ N, 137° 0′ O / 90.000°N,137.000°O  | Oceà Àrtic            | |
| 74° 15′ N, 137° 0′ O / 74.250°N,137.000°O | Mar de Beaufort       | |
| 68° 55′ N, 137° 0′ O / 68.917°N,137.000°O | Canadà                | Yukon Colúmbia Britànica — des de 60° 0′ N, 137° 0′ O / 60.000°N,137.000°O |
| 59° 5′ N, 137° 0′ O / 59.083°N,137.000°O  | Estats Units          | Alaska |
| 58° 25′ N, 137° 0′ O / 58.417°N,137.000°O | Oceà Pacífic          | |
| 18° 18′ S, 137° 0′ O / 18.300°S,137.000°O | Polinèsia Francesa    | Atol de Pukarua |
| 18° 22′ S, 137° 0′ O / 18.367°S,137.000°O | Oceà Pacífic          | Passa a l'oest de l'atol Tenararo, Polinèsia Francesa (a 21° 18′ S, 136° 45′ O / 21.300°S,136.750°O) · Passa a l'est de l'atol Morane, Polinèsia Francesa (a 23° 9′ S, 137° 6′ O / 23.150°S,137.100°O) |
| 60° 0′ S, 137° 0′ O / 60.000°S,137.000°O  | Oceà Antàrtic         | |
| 74° 43′ S, 137° 0′ O / 74.717°S,137.000°O | Antàrtida             | Territori no reclamat |